# Kristýna Kolocová
Kristýna Kolocová (* 1. April 1988 in Nymburk) ist eine tschechische Beachvolleyballspielerin.

## Karriere
Kolocová wurde mit ihrer Partnerin Markéta Sluková 2005 U18-Europameisterin in Illitschiwsk (Ukraine) und jeweils Fünfte bei den Nachwuchs-Weltmeisterschaften 2006 in Bermuda, 2007 in Modena und 2008 in Brighton. Bei der Europameisterschaft 2008 in Hamburg unterlagen die Tschechinen zunächst den Deutschen Holtwick/Ilka Semmler in drei Sätzen und schieden anschließend gegen deren Landsleute Claasen/Röder aus. Im nächsten Jahr erreichten sie das Finale der U23-Europameisterschaft in Jantarny und schieden anschließend bei der EM in Sotschi als Gruppenletzte der Vorrunde aus.
2010 etablierten sie sich mit mehreren Top-Ten-Ergebnissen bei Grand Slams und Open-Turnieren in der Weltspitze. In Kos gewannen sie die U23-EM. Bei der Weltmeisterschaft 2011 kamen sie als Gruppenzweiter in die erste Hauptrunde, in der sie sich den Salgado-Schwestern Maria Clara und Carol aus Brasilien geschlagen geben mussten. Im August starteten sie bei der EM in Kristiansand, kamen allerdings nicht über die Vorrunde hinaus. 2012 erreichten sie bei der EM in Scheveningen den neunten Platz. Bei den Olympischen Spielen in London erreichten Kolocová/Sluková das Viertelfinale, in dem sie gegen die späteren Silbermedaillengewinnerinnen Kessy/Ross verloren. Bei der WM 2013 in Stare Jabłonki erreichten Kolocová/Sluková als Gruppensieger die Hauptrunde, wo sie gegen Elwin/Iatika aus Vanuatu ausschieden. Auf der World Tour wurden sie anschließend bei vier Grand Slam sowie beim Klagenfurt Masters Neunte. Ihr bestes Ergebnis in diesem Jahr erzielten sie beim Grand Slam in Berlin, als sie erst im Spiel um Bronze dem US-Duo Fopma/Sweat unterlagen.
Auf der World Tour 2014 gewannen Kolocová/Sluková nach einem neunten Rang in Shanghai die Prag Open im Endspiel gegen die Deutschen Holtwick/Semmler. Bei der EM in Quartu Sant’Elena kamen sie als Gruppensieger bis ins Viertelfinale, das sie gegen das Schweizer Duo Goricanec/Hüberli verloren. In der FIVB-Serie schafften sie bei allen weiteren Grand Slams des Jahres Top-Ten-Ergebnisse. Sie gewannen das Turnier in Berlin gegen Maria Antonelli/Juliana und holten mit Bronze in Gstaad eine weitere Medaille. Jeweils Neunte wurden sie auf der World Tour 2015 bei den Prag Open und den Grand Slams in Moskau und Stavanger, während sie in Poreč und Sankt Petersburg zweistellige Ergebnisse erzielten. Bei der WM in den Niederlanden unterlagen sie als Gruppenzweite der Vorrunde im ersten K.-o.-Spiel den Italienerinnen Menegatti/Orsi Toth.
2016 bildete Kolocová ein neues Duo mit Michala Kvapilová. Auf der World Tour kamen Kolocová/Kvapilová zunächst nicht über zweistellige Ergebnisse hinaus. Bei der EM 2016 in Biel/Bienne erreichten sie als Gruppendritte die K.-o.-Runde und mussten sich dann im tschechischen Duell gegen Sluková/Hermannová geschlagen geben. Nach einem fünften Rang beim CEV-Satellite-Turnier in Baden schieden sie beim Hamburg Major und dem Grand Slam in Olsztyn wieder früh aus. Anschließend gewannen sie ein MEVZA-Turnier in Prag und das CEV-Satellite in Vaduz. Nach einem 25. Platz beim Klagenfurt Major und einem neunten Rang beim CEV Masters in Jūrmala erreichten sie beim Satellite-Turnier in Pelhřimov das Finale. Beim Auftakt der World Tour 2017 wurden Kolocová/Kvapilová Fünfte in Fort Lauderdale. Auf ein schwächeres Turnier in Den Haag folgte ein vierter Rang beim CEV-Masters in Baden. Auch bei den FIVB-Majors in Poreč und Gstaad sowie beim Vier-Sterne-Turnier in Olsztyn erzielten die beiden Tschechinnen als Fünfte und Neunte Top-Ten-Ergebnisse. Bei der WM in Wien verloren sie das Achtelfinale gegen die US-Amerikanerinnen Ross/Sweat im Tiebreak. Anschließend erreichten sie bei der EM in Jūrmala als Gruppensieger in die K.-o.-Runde und kamen mit drei Tiebreak-Siegen ins Endspiel, das sie gegen die Deutschen Glenzke/Großner verloren. Nach einer durchwachsenen Saison 2018 beendete Kolocová ihre Karriere.